# Dubravka Šuica
Dubravka Šuica (født Luetić; 20. maj 1957) er en kroatisk politiker fra centrum-højre partiet Kroatisk Demokratisk Union (HDZ), som har været næstformand for Europa-Kommissionen for Demokrati og Demografi siden 2019. Hun var tidligere medlem af Europa-Parlamentet fra 2013 til 2019.
Šuica var i to på hinanden følgende valgperioder fra 2001 til 2009 borgmester i Dubrovnik. Hun var den første kvindelige borgmester i Dubrovnik og en af de første kvindelige borgmestre i større kroatiske byer i det moderne Kroatien. Hun var medlem af det kroatiske parlament i tre valgperioder fra 2001 til 2011. Siden 2004 er hun blevet valgt fem gange i træk som næstformand for Europarådets kongres for lokale og regionale myndigheder. I oktober 2012 blev hun valgt til næstformand for EPP Women's Association og i juni 2019 til næstformand for EPP's EU-parlamentsgruppe.

## Biografi
Šuica blev født som Dubravka Luetić i en beskeden familie i Dubrovnik, SFR Jugoslavien (det nuværende Kroatien). Hendes far levede af husarbejde i Konavle, mens hendes mor var husholderske. Hun blev uddannet fra Zagreb Fakultet for Humaniora og Samfundsvidenskab i 1981, med hovedfag i engelsk og litteratur og tysk sprog. Hun arbejdede som gymnasielærer, universitetsprofessor og rektor i Dubrovnik frem til sin sejr ved borgmestervalget 2001.

### Medlem af det kroatiske parlament og borgmester i Dubrovnik
Šuica blev aktiv i politik i 1990, da hun blev medlem af Kroatisk Demokratisk Union (HDZ). Hun var leder af HDZ's Dubrovnik-afdeling fra 1998 til 2014. I maj 2012 blev Dubravka Šuica valgt som national næstformand for HDZ. Hun var også formand for HDZ's udvalg for udenrigsanliggender og europæiske anliggender.
Hun blev valgt som medlem af Kroatiens parlament tre gange, ved parlamentsvalgene i 2000, 2003 og 2007. Hun har haft flere poster i parlamentets udvalg. Hun var formand i Udvalget for Familie, Ungdom og Sport (2000-2003) og næstformand i Udvalget for Europæiske Anliggender i Kroatiens tiltrædelsesperiode (2007-2011).
I 2001 blev hun valgt til borgmester i Dubrovnik for HDZ. Hun fungerede som borgmester indtil 2009 som den første kvinde på posten. Der var adskillige kontroverser i hendes borgmestertid, herunder om hvordan hendes personlige formue var øget i samme periode. Hun forlod embedet i 2009 og blev efterfulgt af Andro Vlahušić (HNS).
I 2004 blev Dubravka Šuica valgt som en af næstformændene for Europarådets kongres af lokale og regionale myndigheder. Hun blev genvalgt til denne post i 2006, 2008, 2010 og 2012. Siden oktober 2012 har hun været næstformand for EPP Women.

### Europa-Parlamentet
Ved valget til Europa-Parlamentet i Kroatien i 2013 blev Dubravka Šuica valgt til parlamentet. Hun indtrådte i Europa-Parlamentet 1. juli 2013, efter at Kroatien var blevet medlem af Den Europæiske Union. Hun blev genvalgt til parlamentet ved Europa-Parlamentsvalgene i 2014 og 2019 og udtrådte 30. november 2019 da hun blev EU-kommissær.
I juni 2019 blev hun valgt som første næstformand for Det Europæiske Folkepartis gruppe (EPP) i Europa-Parlamentet.
Som MEP stemte Šuica to gange imod EP-beslutninger om ligestilling mellem kønnene samt imod sanktioner mod Ungarn og Polen på grund af retslige problemer i disse lande. Dette blev bragt op ved høringen i forbindelse med hendes udnævnelse til von der Leyen Kommissionen.
Šuica har en formue på over 5 millioner euro ifølge hendes egen erklæring til det kroatiske parlament. Hun ejer tre huse og to lejligheder i Kroatien, en hytte i Bosnien, en yacht og tre biler. Oprindelsen af hendes formue har været genstand for kontroverser. Šuica hævder, at den stammer fra arv og fra hendes mands opsparing som kaptajn i flåden, men journalister har anfægtet denne redegørelse som uholdbar. Šuica har ikke udleveret dokumenter, der kan bekræfte oprindelsen af hendes personlige formue. Det kroatiske antikorruptionsinspektorat USKOK har undersøgt Šuicas formue, men resultatet af undersøgelsen er ikke offentliggjort.

### EU-kommissær
I august 2019 blev Dubravka Šuica nomineret som kandidat til EU-kommissær fra Kroatien, og den 10. juli 2019 tildelte den nyvalgte formand Ursula von der Leyen hende rollen som næstformand for demokrati og demografi. Fra 1. december 2019 er hun næstformand for Europa-kommissionen for Demokrati og Demografi.